# Teuvo Moilanen
Teuvo Moilanen (Helsínquia, 12 de dezembro de 1973) é um futebolista finlandês.